# Église Saint-Médard d'Épieds
L'église Saint-Médard d'Épieds est une ancienne collégiale située à Épieds, en France.

## Localisation
L'église est située sur la commune d'Épieds, dans le département de l'Aisne.

## Historique
Le monument est classé au titre des monuments historiques en 1920.

### Liens Externes
- Paroisse Saint-Crépin-les-Vignes - Diocèse de Soissons, Laon et Saint-Quentin